# Antje Harvey
Antje Harvey, nascuda Antje Misersky, (Magdeburg, RDA 1967) és una esquiadora de fons i biatleta nord-americana d'origen alemany, ja retirada, que va destacar a la dècada del 1980 i 1990.

## Biografia
Va néixer el 10 de maig de 1967 a la ciutat de Magdeburg, població situada a l'estat de Saxònia-Anhalt, que en aquells moments formava part de la República Democràtica Alemanya (RDA) i que avui en dia forma part d'Alemanya.
El 1993 es casà amb el biatleta Ian Harvey, del qual en prengué el cognom. El 1995 es traslladà a viure als Estats Units i el 2000 va esdevenir ciutadana nord-americana.

## Carrera esportiva

### Esquí de fons
S'inicià en l'esquí de fons com a membre de l'Equip Democràtic alemany que va participar en el Campionat del Món d'esquí nòrdic l'any 1985, on aconseguí guanyar la medalla d'or. Abandonà la pràctica d'aquest esport el mateix 1985 per discrepàncies amb els dirigents de l'equip nacional.

### Biatló
El 1989 s'inicià en el biatló. Va participar en els Jocs Olímpics d'Hivern de 1992 realitzats a Albertville (França), on aconseguí guanyar la medalla d'or en la prova dels 15 km i la medalla de plata en les proves de 7,5 km. esprint i de relleus 3x5 quilòmetres. En els Jocs Olímpics d'Hivern de 1994 realitzats a Lillehammer (Noruega) aconseguí guanyar la medalla de plata en la prova de relleus 4x7,5 km, finalitzant a més novena en els 15 km i vint-i-sisena en els 7,5 quilòmetres esprint.
Al llarg de la seva carrera aconseguí guanyar dos medalles en el Campionat del Món de biatló, destacant la medalla d'or el 1995 en la prova de relleus 4x7,5 quilòmetres.